# Kabinet-Kurz II
Het kabinet Kurz-II was vanaf 7 januari 2020 tot 11 oktober 2021 de bondsregering van Oostenrijk. Het kabinet bestond uit een coalitie van de christendemocratische ÖVP en de Groenen. Het was de eerste keer in de geschiedenis van de republiek Oostenrijk dat deze twee partijen een links-conservatieve regering vormden en het was tevens de eerste keer dat de Groenen in een bondsregering deelnamen. De ÖVP regeerde in het vorige kabinet-Kurz I met de rechts-populistische FPÖ, die de Oostenrijkse parlementsverkiezingen 2019 verloor mede naar aanleiding van de Ibiza-affaire van FPÖ-leider Heinz-Christian Strache.
De kanselier was en bleef ÖVP-leider Sebastian Kurz, terwijl Werner Kogler van de Groenen het ambt van vicekanselier bekleedde. De beëdiging vond plaats op 7 januari 2020 door president Alexander Van der Bellen.
De christendemocraten staan bekend onder de kleur turquoise (vroeger zwart) en de Groenen onder de kleur groen, waardoor men in Oostenrijk sprak van de combinatie türkis-grün.

## Aftreden Kurz
Op zaterdag 9 oktober 2021 maakte Sebastian Kurz zijn aftreden bekend als bondskanselier van Oostenrijk. Het Openbaar Ministerie van Oostenrijk had ogenschijnlijk bewijzen in handen dat Kurz en een klein groepje van vertrouwelingen in 2016 zware politieke fraude zouden hebben gepleegd. Er werd onder andere overheidsgeld gebruikt om positieve berichtgeving over de kandidaat-bondskanselier te verspreiden via een krant. Daartoe viel de politie begin oktober 2021 het Kanzleramt binnen, het kantoor van de bondskanselier. 
Coalitiepartner De Groenen wilden alleen doorgaan met de coalitie mits Kurz een stap opzij zou doen als bondskanselier. Anders zou er een motie van wantrouwen tegen hem worden ingediend. Uiteindelijk kon de coalitie van ÖVP en Groenen worden voortgezet, aangezien Alexander Schallenberg de nieuwe bondskanselier werd. De regering ging verder onder de naam kabinet-Schallenberg. Sebastian Kurz ging het parlement in als leider van de ÖVP.

## Regeerakkoord
Het regeerakkoord draagt de naam Aus Verantwortung für Österreich. De belangrijkste zaken uit het akkoord zijn de volgende punten.
| Standpunt                                                    |
| ------------------------------------------------------------ |
| Klimaatneutraliteit in 2040 bewerkstelligen                  |
| Doelstelling van 100% groene stroom in 2030                  |
| Nieuwe wetgeving getoetst aan klimaatdoelen                  |
| Grootschalige investeringen in openbaar vervoer              |
| Uitbreiding hoofddoekjesverbod tot het veertiende levensjaar |
| Versterkte controles bij (islamitische) kinderdagverblijven  |
| Invoering van een digitaks voor grote bedrijven              |
| Verlaging van de inkomstenbelasting                          |
| Invoering van een CO2-heffing                                |
| Geen belastingheffing bij duurzaamheidsinvesteringen         |
| Versnelling van de woningbouw                                |
| Klimaatmaatregelen bij nieuwe woningbouw                     |
| Actieplan tegen rechtsextremisme en moslimsextremisme        |
| Financiële ondersteuning voor universiteiten tot 2027        |
| Verhoging van het wettelijk collegegeld                      |
| Lastenverlichtingen in de landbouwsector                     |
| Pilots met 140 km/h op de autosnelweg worden beëindigd       |
| Bron: ORF en regeerakkoord                                   |

## Bewindslieden
| Functie                                                                     | Foto | Naam | Partij | Partij                             | Staatssecretaris                                   | Foto                                      | Partij | Partij |
| --------------------------------------------------------------------------- | ---- | --- | ------ | ---------------------------------- | -------------------------------------------------- | ----------------------------------------- | ------ | ------ |
| Bondskanselier                                                              |      | Sebastian Kurz |        | ÖVP                                |                                                    |                                           |        |        |
| Vicekanselier en Minister voor Kunst, Cultuur, Ambtenaren en Sport          |      | Werner Kogler |        | Grüne                              | Ulrike Lunacek, Kunst und Kultur (tot 15 mei 2020) |                                           |        | Grüne  |
| Vicekanselier en Minister voor Kunst, Cultuur, Ambtenaren en Sport          |      | Andrea Mayer, Kunst en Cultuur (sinds 20 mei 2020) |        | Grüne                              |                                                    | partijloos (voorgedragen door de Groenen) |        |        |
| Minister van Europese en Internationale Aangelegenheden                     |      | Alexander Schallenberg |        | partijloos (voorgedragen door ÖVP) |                                                    |                                           |        |        |
| Minister van Sociale Zekerheid, Gezondheidszorg en Consumentenbescherming   |      | Rudolf Anschober |        | Grüne                              |                                                    |                                           |        |        |
| Minister van Onderwijs, Wetenschap en Onderzoek                             |      | Heinz Faßmann |        | partijloos (voorgedragen door ÖVP) |                                                    |                                           |        |        |
| Minister van Digitalisering en Economische Ontwikkeling                     |      | Margarete Schramböck |        | ÖVP                                |                                                    |                                           |        |        |
| Minister van Financiën                                                      |      | Gernot Blümel |        | ÖVP                                |                                                    |                                           |        |        |
| Minister van Binnenlandse Zaken                                             |      | Karl Nehammer |        | ÖVP                                |                                                    |                                           |        |        |
| Minister van Defensie                                                       |      | Klaudia Tanner |        | ÖVP                                |                                                    |                                           |        |        |
| Minister van Landbouw, Regio en Toerisme                                    |      | Elisabeth Köstinger |        | ÖVP                                |                                                    |                                           |        |        |
| Minister van Justitie                                                       |      | Alma Zadić |        | Grüne                              |                                                    |                                           |        |        |
| Minister van Klimaat, Energie, Mobiliteit, Innovatie en Technologie         |      | Leonore Gewessler |        | Grüne                              | Magnus Brunner, Umweltressort                      |                                           |        | ÖVP    |
| Minister van Werk, Jeugd en Gezin                                           |      | Christine Aschbacher (tot 8 januari 2020 als minister zonder portefeuille; tot 29 januari 2020 als Kanzleramtsministerin (Jeugd en Gezin)) (tot 11-01-2021) |        | ÖVP                                |                                                    |                                           |        |        |
| Minister van Werk, Jeugd en Gezin                                           |      | Martin Kocher (sinds 11-01-2021) |        | partijloos (voorgedragen door ÖVP) |                                                    |                                           |        |        |
| Minister voor Integratie en Vrouwen (tot 8 januari 2020 zonder portfeuille) |      | Susanne Raab |        | ÖVP                                |                                                    |                                           |        |        |
| Minister voor EU en Wetgeving (tot 8 januari 2020 zonder portefeuille)      |      | Karoline Edtstadler |        | ÖVP                                |                                                    |                                           |        |        |

Renner · Figl I · Figl II · Figl III · Raab I · Raab II · Raab III · Raab IV · Gorbach I · Gorbach II · Klaus I · Klaus II · Kreisky I · Kreisky II · Kreisky III · Kreisky IV · Sinowatz · Vranitzky I · Vranitzky I · Vranitzky III · Vranitzky IV · Vranitzky V · Klima · Schüssel I · Schüssel II · Gusenbauer · Faymann I · Faymann II · Kern · Kurz I · Bierlein · Kurz II · Schallenberg · Nehammer · Stocker